# メイソン郡 (ワシントン州)
メイソン郡（英: Mason County）は、アメリカ合衆国ワシントン州西部にある郡である。人口は6万5726人（2020年）。郡庁所在地のシェルトンは郡内唯一の法人化都市である。郡名はワシントン準州の初代州務長官チャールズ・H・メイソンに因んで名付けられた。郡内には幾つかの教育学区がある。
メイソン郡は1854年3月13日にキング郡から分離して設立された。当所はサエワミッシュ郡と名付けられたが、1864年に現在の名前に変えられた。

## 地理
アメリカ合衆国国勢調査局に拠れば、郡域全面積は1,051平方マイル (2,722 km2)であり、このうち陸地は961平方マイル (2,489 km2)、水域は90平方マイル (233 km2)で水域率は8.56%である。郡の東部はピュージェット湾の南西奥に面している。

### 特徴的な地形
- ケース入江
- ハンマーズレー入江
- ハースティン島
- フッド運河
- クッシュマン湖
- メイソン湖
- オリンピック山
- ピュージェット湾
- スクァキン島
- トッテン入江

### 主要高規格道路
- 国道101号線
- ワシントン州道3号線

### 隣接する郡
- ジェファーソン郡 - 北西
- キットサップ郡 - 北東
- ピアース郡 - 東、南東
- サーストン郡 - 南東
- グレイズハーバー郡 - 南西

### 国立保護地域
- オリンピック国立の森（部分）
- オリンピック国立公園（部分）

## 人口動態
以下は2000年国勢調査による人口統計データである。
| 基礎データ - 人口: 49,405人 - 世帯数: 18,912 世帯 - 家族数: 13,389 家族 - 人口密度: 20人/km2（51人/mi2） - 住居数: 25,515軒 - 住居密度: 10軒/km2（26/mi2） 人種別人口構成 - 白人: 88.46% - アフリカン・アメリカン: 1.19% - ネイティブ・アメリカン: 3.72% - アジア人: 1.05% - 太平洋諸島系: 0.45% - その他の人種: 2.10% - 混血: 3.03% - ヒスパニック・ラテン系: 4.78% 先祖による構成 - ドイツ系：16.7% - アイルランド系：9.9% - イギリス系：9.8% - アメリカ人：8.6% - ノルウェー人：6.8% 年齢別人口構成 - 18歳未満: 23.5% - 18-24歳: 7.7% - 25-44歳: 26.5% - 45-64歳: 25.8% - 65歳以上: 16.5% - 年齢の中央値: 40歳 - 性比（女性100人あたり男性の人口） - 総人口: 107.0 - 18歳以上: 107.3 | 世帯と家族（対世帯数） - 18歳未満の子供がいる: 28.9% - 結婚・同居している夫婦: 56.9% - 未婚・離婚・死別女性が世帯主: 9.2% - 非家族世帯: 29.2% - 単身世帯: 23.3% - 65歳以上の老人1人暮らし: 9.9% - 平均構成人数 - 世帯: 2.49人 - 家族: 2.89人 収入と家計 - 収入の中央値 - 世帯: 39,586米ドル - 家族: 44,246米ドル - 性別 - 男性: 37,007米ドル - 女性: 25,817米ドル - 人口1人あたり収入: 18,056米ドル - 貧困線以下 - 対人口: 12.2% - 対家族数: 8.8% - 18歳未満: 17.3% - 65歳以上: 4.9% |

## 主な自治体
- シェルトン（郡庁所在地）
- アリン・グレープビュー - CDP（国勢調査指定地域）
- カミルシェ - CDP
- スココミッシュ - CDP

## その他の町
- ベルフェア
- エルドン
- ハースタインアイランド
- フッズポート
- レイククッシュマン
- リリウォープ
- マトロック
- ポットラッチ
- タフヤ
- ユニオン